# Mine Safety Appliances
Mine Safety Appliances, ali MSA Safety Incorporated, je proizvajalec naprednih varnostnih zaščitnih sredstev, ki skrbijo za zaščito delavcev, ki bi bili lahko izpostavljeni raznim nevarnim snovem ali dogodkom. Proizvajalčev nabor izdelkov zajema naprave za nadzorovanje in odkrivanje raznih plinov, filtrirne dihalne aparate, plinske maske, dihalne aparate za gasilce, termo kamere, gasilske čelade, telesno zaščito pred balističnimi izstrelki, vojaško komunikacijsko opremo, širok izbor industrijskih zaščitnih izdelkov pred poškodbami glave ter padci in zaščitna sredstva za domače mojstre. Glavna tržišča podjetja so gradbeništvo, vojska, gasilstvo, kemična industrija, naftna in plinska industrija ter industrija na splošno.
Podjetje MSA je locirano v Cranberryju, predmestju Pittsbourgha v ZDA . Podjetje je bilo ustanovljeno s pomočjo Thomasa Edisona v letu 1914, da bi proizvajalo baterijske svetilke za rudarske čelade, ki bi preprečile eksplozije metana, ki jih je povzročal odprt ogenj rudarskih naglavnih svetilk. Po prelomu tisočletja MSA dosega rekordne številke v prodaji. Danes izdelki za rudarstvo predstavljajo manjši del proizvodnje podjetja. Tekmeci MSA so Industrial Scientific Corporation, RAE Systems in Dräger.
Podjetje je razdeljeno na dva segmenta, in sicer MSA North America, ki pokriva severno Ameriko in MSA International, ki pokriva preostali svet. MSA ima prodajno in proizvodno mrežo razvejano po celem svetu in tako prodaja svoje izdelke v več kot 140 državah. Medtem ko je glavnina MSAjevih proizvodov na voljo samo prek distributorjev, se zaščita za glavo, oči, ušesa, dihala in telo posameznikom prodaja tudi v trgovskih centrih z orodjem in izdelki za dom.

## Dihalne naprave
Mine Safety Appliances Co. kisikove dihalne naprave proizvaja že več desetletij.
Njihov "Chemox" kemični dihalni aparat, prvotno proizveden za uporabo v rudnikih, je bil modificiran za uporabo pri vzponu na Mt. Everest v letih 1952 in 1986. Bili naj bi zelo enostavni za proizvodnjo in uporabo. V bistvu gre za posodo kalijevega superoksida, z enosmernimi ventili povezano z zračno komoro in tako z uporabnikom, kjer absorbent sprošča kisik. Pri tem aparatu ni nikakršnih prilagodljivih ventilov ali komand. Sproščanje kisika se kontrolira s samim dihanjem. Glavna pomanjkljivost tega aparata je približno 2 kg posoda, ki zadostuje za vsega kakih 45 minut intenzivnega vzpona, nato pa je potrebno posodo zamenjati. Posoda zadostuje za približno 6 us dihanja med spanjem.
Med drugo svetovno vojno v 1940ih pa jim je uspelo pridobiti tudi naročilo za izdelavo plastičnih oblog za čelade M1.

## Gasilske čelade MSA
Od tridesetih pa do osemdesetih let dvajsetega stoletja so v MSA proizvajali gasilske čelade. Prva generacija je bila poznana pod imenom Skullguard - "čuvaj lobanje", bila je narejana iz trde plasite in proizvajana od 30tih do 60tih let dvajsetega stoletja. Druga generacija gasilskih čelad je bila narejena iz lažjega plastičnega materiala, imenovana Topguard - "vrhunski čuvaj". Predstavljena je bila v zgodnjih 60tih. Čelade topguard so bile izredno lahke in aerodinamične oblike, tako da so se posebej izkazale v močnem vetru pri gozdnih požarih. Čelado so v 70tih letih izdelovali v več barvah - črni, rdeči, zeleni, rumeni, beli in prozorni. Čelade topguard so se najbolj izkazale pri gasilcih iz okrožja Los Angeles County, videne pa so tudi v TV seriji Emergency!. A zaradi hitro spreminjajočih pravil in navodil gasilskih zvez, so mnoga gasilska društva morala začeti uporabljati čelade drugih proizvajalcev, tako da je bila Topguard čelada predelana in modernizirana v gradbeno zaščitno čelado. MSA trenutno proizvaja gasilske čelade za več evropskih držav, med drugim za Francijo.

## Povezave
Spletna stran MSA